# Скоростная дорога R4 (Словакия)
Скоростная дорога R4 (словац. Rýchlostná cesta R4 — строящаяся в данный момент словацкая автотрасса на Востоке Словакии. В планах она должна будет пересекаться с дорогами 21, 18 и 17 первого класса. Крупнейшие города, которые она пересекает — Прешов и Кошице. Совпадает с D1 на протяжении 19 км (участок Прешов — Будимир).
Точный план участка между Липниками (к востоку от Прешова) и Свидником не определён. «Красный» вариант означает строительство параллельного уже существующей дороге участка Гиралтовце-Окрухле, протяжённостью 41,9 км. «Синий» вариант дороги будет проходить восточнее, через Ханушовце-над-Топлоу и Стропков, вдоль озера Велька-Домаша, протяжённостью 50,2 км.